# كوكب إفريقية
كوكب إفريقية هي دورية جزائرية باللغة العربية أسسها محمود كحول في الجزائر عام 1907م. تمّ تبديل اسمها إلى الكوكب الجزائري و انحلّت عام 1914م.